# Ollie Klublershturf vs the Nazis

Ollie Klublershturf vs the Nazis es un corto, entre comedia y drama estadounidense dirigida por Skot Bright.

## Argumento
Ollie Klublershturf, es un niño genio, que debe detener al Cuarto Reich porque quiere asesinar a su familia y robar la máquina del tiempo que está inventado. Todo ocurre durante una cena en familia.  

## Reparto
- Chris Hemsworth es Chad
- Jack Axelrod es Poppy Klublershturf
- Samm Levine es Dade Klublershturf
- Norman Reedus es Barry
- Rachel Nichols es Daniella
- George Segal es Elliott Klublershturf
- Lainie Kazan es Sharon Klublershturf
- Zach Mills es Ollie Klublershturf

- Datos: Q6050163